# 塞姆巴卡姆
塞姆巴卡姆（Sembakkam），是印度泰米尔纳德邦Kancheepuram县的一个城镇。总人口22671（2001年）。

## 人口
该地2001年总人口22671人，其中男性11559人，女性11112人；0—6岁人口2124人，其中男1105人，女1019人；识字率83.34%，其中男性为86.43%，女性为80.13%。